# Weikersheim
Weikersheim est une petite ville d'Allemagne sur la Tauber, dans l'arrondissement de Main-Tauber, au nord du Land de Bade-Wurtemberg, sur la Route Romantique.

## Géographie
Weikersheim se trouve à l'est de la vallée de la Tauber, à environ 10 km de Bad Mergentheim.
La ville est contiguë aux communes de Bavière de  Röttingen  et  Tauberrettersheim, au sud-est : la ville de Creglingen, au sud à  Niederstetten et à l'ouest et au nord à Igersheim.

## Histoire
Weikersheim est mentionné pour la première fois en 837. Depuis le XIIe siècle il est une résidence des comtes des Hohenlohe-Weikersheim.
Depuis 1979, Weikersheim est le siège d'un centre d'études.

## Curiosités

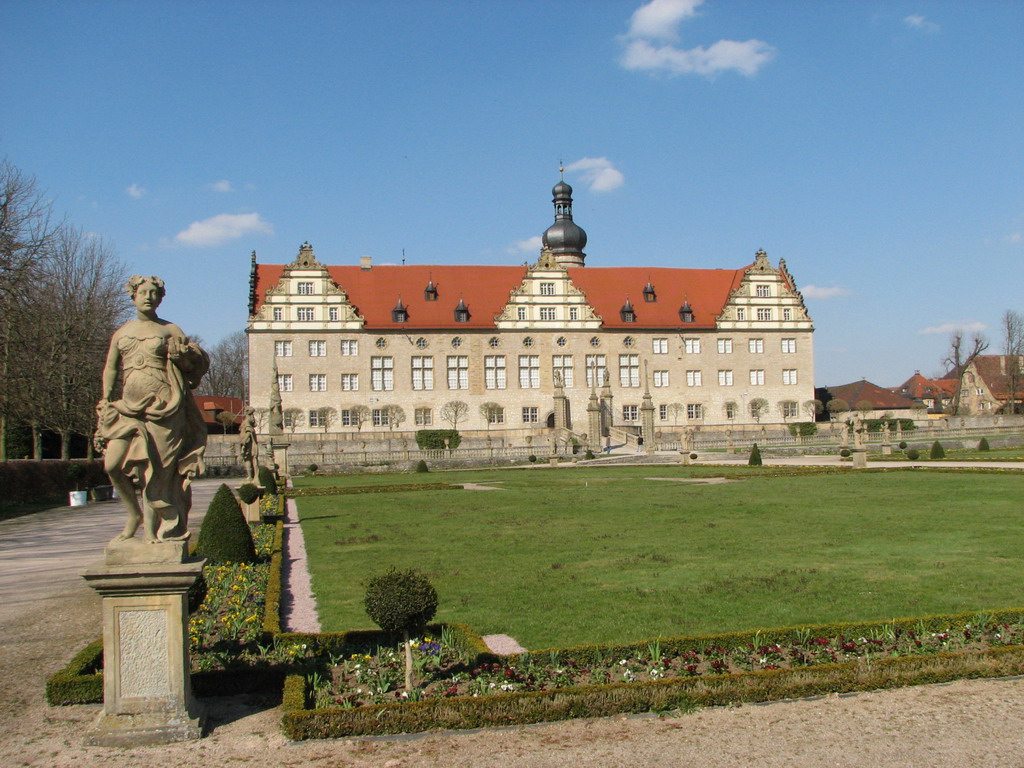
Le château de Weikersheim

- Le château Renaissance de Weikersheim, élevé entre 1580 et 1680 au bord de la Tauber dans un style sobre dégagé des influences baroques, est le théâtre d'événements musicaux et artistiques.  Les concerts, les opéras, la musique de chambre, les soirées de lieder et les concerts de jazz sont au programme chaque année.  Les expositions d'art et  des ateliers créatifs d'art  attirent des invités de loin.  Weikersheim est le siège de la famille de Hohenlohe et la campagne environnante porte toujours leur nom.  Les magnifiques jardins sont inspirés de Versailles.
- L'église St-Georges sur la Marktplatz
- L'Académie de musique du château de Weikersheim (Jeunesses Musicales d'Allemagne)